# 'Neath Brooklyn Bridge
'Neath Brooklyn Bridge (no Brasil: Os Anjos Abafam a Banca) é um filme de drama e romance dos Estados Unidos, lançado pela Monogram Pictures em 1942. O longa-metragem foi dirigido por Wallace Fox.